# Krutzler Eszter
Krutzler Eszter (Szombathely, 1981. március 4. –) olimpiai ezüstérmes magyar súlyemelő.

## Pályafutása

### Súlyemelőként
Alacsony (160 cm), arányos testi felépítésű (69 kg), erős izomzata biztosítja, hogy eredményes súlyemelő lehessen. Sportegyesületei (1994-2001) között a Haladás-Vasjármű SC, (2002-)-től a BKV Előre. Nevelőedzője: Antalovits Ferenc 1996-tól 2001 végéig, majd edzője: Baczakó Péter (2002-). Súlycsoportja a 69 kg, legjobb eredménye  összetettben 262,5 kg (szakításban 117,5 kg, lökésben 145 kg) – Európa-csúcs.

#### Kiemelkedő eredményei

##### Olimpia
Görögország fővárosában, Athénban rendezték a XXVIII., a 2004. évi nyári olimpiai játékok súlyemelő tornáját, ahol 69 kg-os súlycsoportban összetettben ezüstérmes (szakításban: 117,5 kg, lökésben, új országos csúccsal: 145 kg, összetettben: 262,5 kg) lett.
Első fogása szakításban abszolút a biztonságról szólt, de a 107,5 kg-ot könnyedén teljesítette, csakúgy mint az ezt követő 112,5 kg-ot, valamint 117,5 kg-ot is. Szakításban csak nehezebb testsúlyával szorult a dobogó harmadik fokára. A második fogásnemet 135 kg-on kezdve meg sem állt 145 kg-ig, ami az összetettben 262,5 kg-os szenzációs országos csúcsot jelentett a számára.

##### Világbajnokság
- 1998-ban Bulgáriában Szófiában rendezték a junior tornát, ahol mindhárom díjazott versenyszámban bronzérmes – 180 kg (80 kg, 100 kg) lett.
- 1998-ban Finnországban Lahti adott  otthont a felnőtt tornának, ahol összetettben 182,5 kg (82,5 kg, 100 kg) teljesítménnyel 13. lett.
- 1999-ben Dél-Kalifornia nagyvárosa Savanna rendezte a junior versenyt, ahol összetettben bronzérmes  202,5 kg ( 87,5 kg, 115 kg) nyert.
- 1999-ben Görögországban Athén adott helyet a felnőtt versenynek, ahol összetettben 200 kg (92,5 kg, 107,5 kg) a 9. helyet szerezte meg.
- 2001-ben Görögországban Szalonikiben rendezték a junior tornát, ahol összetettben ezüstérmes 230 kg (szakításban aranyérmes: 102,5 kg, lökésben ezüstérmes: 127,5 kg) eredménnyel zárt.
- 2001-ben Törökországban Antalya adott helyet a versenynek, ahol összetettben bronzérmes 240 kg (szakításban ezüstérmes: 110 kg, lökésben bronzérmes 130 kg).
- 2002-ben Lengyelországban Varsó rendezte a tornát, ahol összetettbe a 4. (240 kg) lett.
- 2003-ban Kanadában Vancouverben rendezett tornán összetettben ezüstérmes 262,5 kg (szakítássban bronzérmes: 117,5 kg, lökésben ezüstérmes: 145 kg).
- 2011-ben a franciaországi olimpiai kvalifikációs súlyemelő-világbajnokságon 226 kilogrammos összteljesítménnyel a 17. helyen zárt. A teljes rangsort tekintve szakításban a 10. lett 102 kilogrammal, lökésben pedig a 16. 124 kg-mal.[1]

##### Európa-bajnokság
- 1996-ban Bulgáriában Burgaszban rendezték a serdülő tornát, ahol összetettben ezüstérmes - 140 kg (szakításban bronzérmes: 62,5 kg, lökésben ezüstérmes77,5 kg) eredményt ért el.
- 1997-ben Magyarországon Tatabánya adott otthont a  serdülő versenynek, ahol mindhárom díjazott versenyszámban 'aranyérmet – 170 kg (77,5 kg, 92,5 kg) szerzett.
- 1998-ban Bulgáriában Szófiában rendezték a junior tornát, ahol összetettben ezüstérmet – 192,5 kg (szakításban aranyérmet: 87,5 kg, lökésben bronzérmet: 105 kg) nyert.
- 1999-ben Spala rendezte a junior versenyt, ahol mindhárom díjazott versenyszámban ezüstérmet 197,5 kg (90 kg, 107,5 kg) gyűjtött be.
- 2000-ben Horvátországban Rijeka biztosította a verseny helyszínét, ahol mindhárom díjazott versenyszámban 'aranyérmet – 200 kg (90 kg, 110 kg)  ért el.
- 2001-ben Szlovákiában Trencsén adott helyet a felnőtt versenynek, ahol összetettben 207,5 kg (95 kg, 112,5 kg) 4. pozícióba nyert besorolást.
- 2011-ben Oroszországban Kazany adott otthont a felnőtt Európa-bajnokságnak, ahol a 69 kg-osok versenyében összetettben bronzérmet – 231 kg (szakításban bronzérmet: 104 kg, lökésben bronzérmet: 127 kg) nyert.

##### Országos bajnokság
(1999, 2000, 2001, 2002, 2003, 2008, 2009) között hétszeres magyar bajnok.
A BKV Előre szülés után (2008) visszatérő sportolója egész évben a két mázsát ostromolta, ám nem sikerült áttörnie összetett teljesítményben a kétszáz kilós lélektani határt. Más kérdés, hogy 69 kilósként az egész női mezőnyt tekintve ő mozgatta meg a legnagyobb tömeget (megelőzte a a 75, valamint a +75 kilósokat is), és hetedik bajnoki (2009) címének örülhetett.